# الدوري الإيطالي 1953–54
الدوري الإيطالي الدرجة الأولى 1953–54 (بالإيطالية: Serie A 1953-1954)‏ هو موسم من الدوري الإيطالي الدرجة الأولى. أقيم خلال الفترة 12 سبتمبر 1953 وحتى 30 مايو 1954، وفاز فيه نادي إنتر ميلانو.